# Zodarion spinibarbis
Zodarion spinibarbis är en spindelart som beskrevs av Jörg Wunderlich 1973. Zodarion spinibarbis ingår i släktet Zodarion och familjen Zodariidae. Inga underarter finns listade i Catalogue of Life.